# Billy Meredith
Billy Meredith, właśc. William Henry Meredith (ur. 30 lipca 1874 w Chirk, zm. 19 kwietnia 1958 w Manchesterze) – walijski piłkarz, jeden z najlepszych graczy okresu przedwojennego.

## Kariera
Urodził się w Chirk, w dzielnicy Black Park. W młodości pracował w kopalni. Karierę zaczynał w Northwich Victoria, po czym w październiku 1894 dołączył do Manchesteru City. W debiucie drużyna przegrała z Newcastle United 4:5. W kolejnym meczu The Citizens zmierzyli się z lokalnym rywalem, Newton Heath, w którym Meredith zdobył dwie bramki. Z zespołem zwyciężył w Pucharze Anglii oraz dwukrotnie w Division Two. W 1905 doszło do afery korupcyjnej – FA oskarżyło Walijczyka o próbę przekupstwa pewnego piłkarza Aston Villi. Meredith zaprzeczył oskarżeniom, ale Angielski Związek Piłki Nożnej zawiesił go i szesnastu innych zawodników Manchesteru na rok.
Po raz pierwszy po odbyciu kary zawieszenia zagrał 1 stycznia 1907 w wygranym 1:0 na Old Trafford spotkaniu z Aston Villą. Z zespołem United zdobył dwa Mistrzostwa Anglii, Puchar Anglii i dwukrotnie Tarczę Wspólnoty. Należał do licznej grupy zawodników, którzy w sezonie 1909/1910 zbuntowali się przeciwko Football Association i utworzyli niezależny związek zawodowy piłkarzy, nazwany Professional Footballers Association. W barwach Czerwonych Diabłów występował do 1921, po czym powrócił do Manchesteru City, gdzie pełnił rolę grającego menedżera. Zapisał się w kronikach jako najstarszy gracz w historii Pucharu Anglii, kiedy to w swoim ostatnim meczu przeciwko Newcastle miał 49 lat i 245 dni, zaś kilka tygodni wcześniej pobił również rekord zdobywając gola w meczu z Brighton & Hove Albion.
W wieku 45 lat i 229 dni został także najstarszym zawodnikiem, który reprezentował swój kraj w meczu międzynarodowym, a miało to miejsce w spotkaniu Walia – Anglia na Highbury, 15 marca 1920. W reprezentacji wystąpił w 48 meczach, zdobywając 11 bramek. Zmarł 19 kwietnia 1958.
W 2004 dołączył do Galerii Sław klubu Manchester City, zaś w sierpniu 2007 został uhonorowany członkostwem w Galerii Sław Angielskiego Futbolu.

## Sukcesy

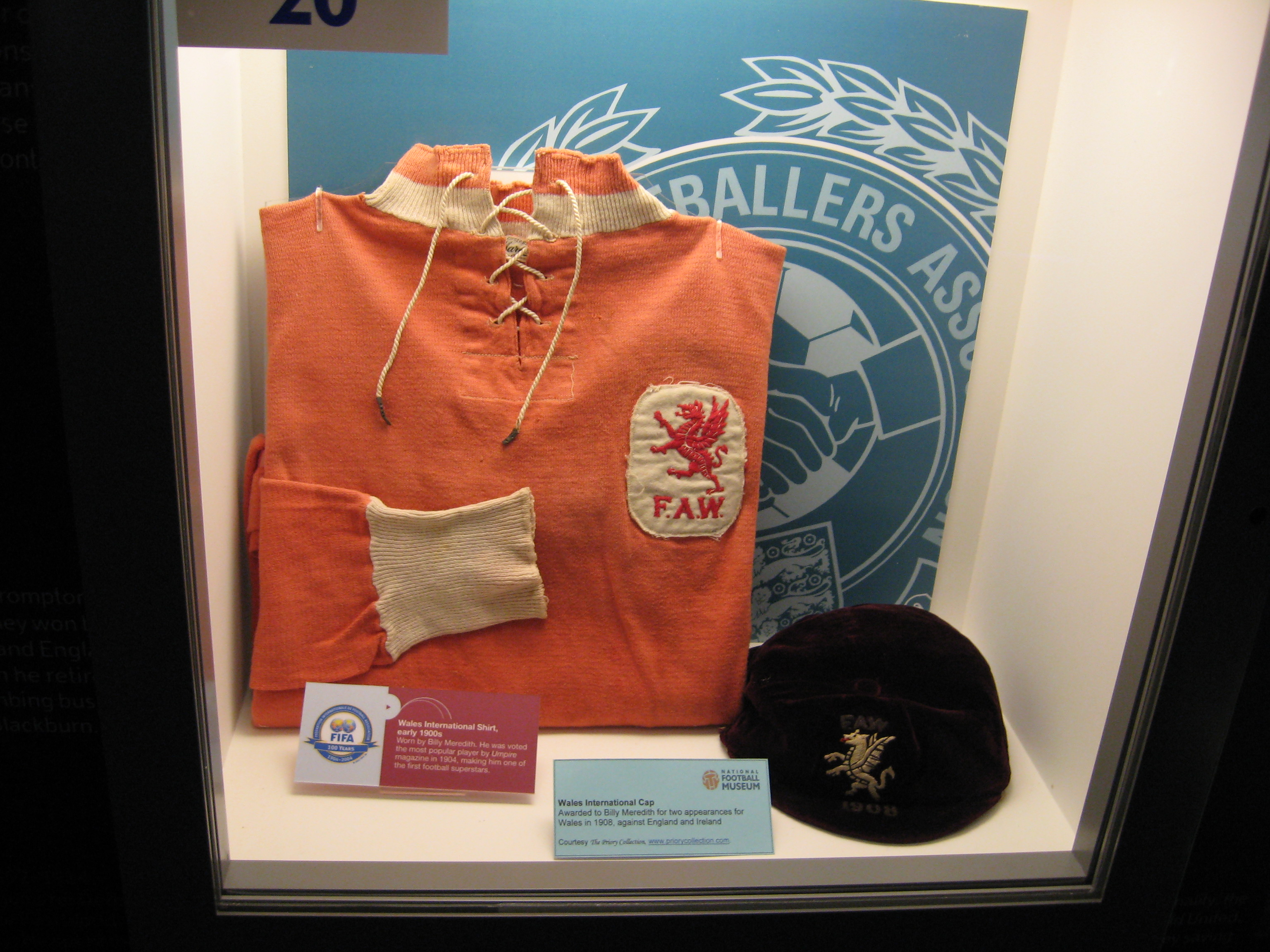
Czapka i koszulka reprezentacyjna Mereditha na wystawie w National Football Museum.

Manchester City
- Division Two: 1899, 1903
- Puchar Anglii: 1904

Manchester United
- Mistrzostwo Anglii: 1908, 1911
- Puchar Anglii: 1909
- Tarcza Wspólnoty: 1908, 1911